# Camp Kikiwaka
Camp Kikiwaka (Originaltitel: Bunk’d) war eine US-amerikanische Jugend-Sitcom der Walt Disney Company, die von Pamela Eells O’Connell geschaffen wurde. Sie ist gestartet als Spin-off der Serie Jessie (2011–2015) und zeigte das Leben von Emma (Peyton List), Ravi (Karan Brar) und Zuri Ross (Skai Jackson), die zusammen das Sommercamp Kikiwaka besuchen.
Seit der vierten Staffel ist die Serie nicht mehr mit diesen Charakteren besetzt und ist nun somit selbstständig. Debby Ryan, Kevin Chamberlin und Cameron Boyce sind an der Serie nicht als Hauptdarsteller beteiligt. Von Staffel 6 bis Staffel 7 spielt die Serie auf der Kikiwaka Ranch.
Die erste Episode wurde am 31. Juli 2015 vom US-amerikanischen Fernsehsender Disney Channel im Anschluss an den Disney Channel Original Movie Descendants – Die Nachkommen gezeigt. In Deutschland wird die Serie seit dem 25. April 2016 auf dem deutschen Ableger ausgestrahlt.
Im August 2017 wurde die Serie für eine dritte Staffel verlängert.
Im November 2018 gab Disney Channel bekannt, dass die Serie um eine vierte Staffel zu erweitern.
Im Februar 2020 gab Disney Channel bekannt, dass die Serie um eine fünfte Staffel verlängert wurde.
Im Dezember 2021 wurde bekannt gegeben, dass die Serie um eine sechste Staffel verlängert wird.
Im Oktober 2022 verlängerte Disney Channel die Serie um eine siebte Staffel.
Am 29. Dezember 2023 wurde bekannt gegeben, dass Disney Channel die siebte Staffel auf 22 Folgen verlängert hat und bekannt gab, dass es sich um die letzte Staffel handeln würde.

## Handlung
Emma, Ravi und Zuri Ross verlassen New York City, um über den Sommer das Camp Kikiwaka im US-Bundesstaat Maine zu besuchen. In diesem Camp hatten sich ihre Eltern, Christina und Morgan Ross, als Teenager kennengelernt. Es wurde von Jedediah Swearengen gegründet und ist nach einer Kreatur benannt, die in den umliegenden Wäldern leben soll. Das Camp hat mehrere Hütten und Mitglieder wie Xander, Hazel, Jorge und Tiffany, mit denen sie immer wieder neue Erlebnisse haben.
Ab der Staffel 3 gibt es eine völlig neue Besetzung, die alle Freunde der Ross-Kinder, außer Lou, die ab der Staffel 4 zur Camp-Leiterin wird aus der Serie nimmt. Nach der dritten Staffel schieden auch die Ross-Kinder aus. Die Haupt-Besetzung blieb seitdem bei Destiny, Matteo (bis Staffel 5), Finn (bis Staffel 5), Gwen (bis Staffel 4), Lou und den später dazukommenden Noah, Ava (bis Staffel 5) und Parker.
Seit der Staffel 6 gehören Bill, Jake und Winnie mit zur Haupt-Besetzung. Außerdem spielt Camp Kikiwaka in US-Bundesstaat Wyoming und nennt sich Ranch Kikiwaka.

## Figuren

### Hauptfiguren
- Lou ist eine hyperaktive Betreuerin. Sie ist die Leiterin der Murmeltier-Hütte und eine Freundin von Emma. Seit Staffel 4 ist sie die Leiterin des Camps und besitzt seit Staffel 6 auch noch die Kikiwaka Ranch in Wyoming.
- Emma ist die Älteste der Ross-Kinder und Betreuerin im Camp. Sie wohnt in der Murmeltier-Hütte. Sie besitzt einen einzigartigen Sinn für Mode und ist in Xander verliebt. Sie leitete in Staffel 3 das Camp Kikiwaka.
- Parker ist Campmiteigentümer zu 15 % und wohnt in Staffel 5 in der Grizzly-Hütte. In Staffel 6 wurde er von Lou zum Aktivitätenchef erklärt.
- Destiny ist ein Mädchen, das fast alle Schönheitswettbewerbe gewonnen hat, an denen sie teilgenommen hat. Außerdem kommt sie aus einer Clowns-Familie und ist Umweltaktivisten. Sie wohnt bis Staffel 5 in der Murmeltier-Hütte. Seit Staffel 6 ist sie Betreuerin in der Mustang-Hütte.
- Ava ist seit Staffel 4 die Leiterin in der Murmeltier-Hütte.
- Ravi ist ein körperlich schwacher, aber intelligenter schlauer Betreuer. Er wohnt in der Grizzly-Hütte. Er hat sein Haustier, den Bindenwaran Mrs. Kipling, ins Camp mitgebracht. Er ist in Staffel 3 der Campchefkoch.
- Noah ist Schauspieler und ist Leiter in der Grizzly-Hütte von Staffel 4 bis Staffel 5. Seit der Staffel 6 ist er Betreuer der Kojoten-Hütte.
- Xander ist ein beliebter, gut aussehender Betreuer und Musiker. Er ist der Leiter der Grizzly-Hütte und in Emma verliebt.
- Zuri ist ein entzückendes, aber auch freches, sarkastisches und gesprächiges kleines Mädchen sowie die Jüngste der Ross-Kinder. Sie wohnt zusammen mit Emma in der Murmeltier-Hütte.
- Tiffany ist ein intelligentes junges Mädchen chinesischer Abstammung. Sie wohnt in der Murmeltier-Hütte und ist eine Freundin von Zuri. Da ihre Mutter von ihr Erfolge erwartet, lernt sie lieber und liest ein Buch statt Spaß zu haben.
- Gwen ist ein Mädchen, das in der Natur groß geworden ist. Sie wohnt in Staffel 4 in der Murmeltier-Hütte.
- Winie ist ein hyperaktives und abenteuerlustiges Mädchen. Sie wohnt in der Mustang-Hütte.
- Jorge ist ein chaotischer pummeliger Junge hispanischer Abstammung mit Brille. Er wohnt in der Grizzly-Hütte und ist ein Freund von Ravi. Er wäscht sich sehr selten und hat (angeblich?) nur eine Unterhose dabei, dafür viele Verkleidungen.
- Matteo ist ein vorsichtiger Junge, der in jeder Situation Gefahren sieht, stets Spinnen- und Schlangenbiss-Sets dabei hat und lieber nicht im Camp Kikiwaka wäre. Er wohnt in der Grizzly-Hütte.
- Finn ist Lous Cousin zweiten Grades und ein unordentlicher Junge, der sich weder um Hygiene kümmert noch seine Kleidung wäscht oder seine Zahnbürste benutzt. Er wohnt in der Grizzly-Hütte.
- Bill stammt von einer Cowboy-Familie ab. Er wohnt in der Kojoten-Hütte.
- Jake ist Spielesütig, deshalb haben seine Eltern ihn in die Kikiwaka Ranch geschickt, damit er echte Freunde findet. Er wohnt in der Kojoten-Hütte.

### Nebenfiguren
- Gladys ist die strenge Leiterin und Betreiberin des Camps. Seit ihr Morgan von Christina weggeschnappt wurde, ist sie auf diese eifersüchtig.
- Barb ist die Leiterin von Camp Champion was auf der anderen Seite des Camp Kikiwakas ist und dieses Camp kann sie nicht ausstehen. Sie ist die größste Rivalin von Camp Kikiwaka.
- Hazel ist Betreuerin im Camp, Nichte von Gladys und Emmas größte Rivalin um Xander.
- Murphy ist der Campkoch bis Staffel 2 und damit für das schreckliche Essen verantwortlich.
- Griff ist ein jugendlicher Straftäter, der als Teil seines Natur-Rehabilitationsprogramms in der Grizzly-Hütte untergebracht wird.
- Lydia stammt aus der Wiesel-Hütte und ist bekannt für einen sehr dunklen Look einschließlich schwarzem Lippenstift, ein Bandana und ihr aggressives Benehmen.
- Mrs. Kipling ist das Haustier von Ravi, ein zwei Meter langer Bindenwaran.

## Besetzung und Synchronisation
Die deutschsprachige Synchronisation entsteht unter der Dialogregie von Cornelia Meinhardt und dem Dialogbuch von Susanne Boetius durch die Synchronfirma SDI Media Germany in Berlin.
| Rolle                            | Schauspieler          | Folgen               | Synchronsprecher     |
| Hauptdarsteller                  | Hauptdarsteller       | Hauptdarsteller      | Hauptdarsteller      |
| -------------------------------- | --------------------- | -------------------- | -------------------- |
| Emma Ross                        | Peyton List           | 1–58, 89             | Mathilda von Benda   |
| Ravi Ross                        | Karan Brar            | 1–58                 | Nicolas Rathod       |
| Zuri Ross                        | Skai Jackson          | 1–58                 | Zalina Sanchez       |
| Lou Hockhauser                   | Miranda May           | 1–161                | Victoria Frenz       |
| Xander McCormick                 | Kevin Quinn           | 1–42                 | Sebastian Fitzner    |
| Jorge Ramirez                    | Nathan Arenas         | 1–42                 | Marlon Wiedersich    |
| Tiffany Chen                     | Nina Lu               | 1–42                 | Lilith Wennmachers   |
| Destiny Baker                    | Mallory James Mahoney | 43–161               | Emma Frauenschuh     |
| Matteo Silva                     | Raphael Alejandro     | 43–109               | Tim Hoffmann         |
| Finn Sawyer                      | Will Buie Jr.         | 43–109               | Rafael Ricardo Sahin |
| Ava King                         | Shelby Simmons        | 59–109               | Isabella Vinet       |
| Gwen Flores                      | Scarlett Estevez      | 59–88, 105           |                      |
| Noah Lambert                     | Israel Johnson        | 59–161               | Tom Raczko           |
| Parker Preston                   | Trevor Tordjman       | 91–161               |                      |
| Bill Pickett                     | Alfred Lewis          | 110–161              |                      |
| Jake Jacobs                      | Luke Busey            | 110–161              |                      |
| Winnie Weber                     | Shiloh Verrico        | 110–161              |                      |
| Nebendarsteller                  |                       |                      |                      |
| Campleiterin Gladys              | Mary Scheer           | 1–42                 | Christin Marquitan   |
| Hazel Swearengen                 | Tessa Netting         | 1–42                 | Luisa Wietzorek      |
| Murphy                           | Casey Campbell        | 5, 28, 31, 33        | Michael Iwannek      |
| Griff Jones                      | Lincoln Melcher       | 22–42                | Finn Posthumus       |
| Lydia                            | Lily Mae Silverstein  | 22, 25–26, 29–30, 39 |                      |
| Otis, das Hüttenreinigungssystem |                       | 54                   | Farina Brock         |
| Barb (Barbzilla Barca)           | Raini Rodriguez       | 70–161               |                      |
| Gastdarsteller                   |                       |                      |                      |
| Luke Ross                        | Cameron Boyce         | 12, 27               | Simon Dirks          |
| Bertram Winkle                   | Kevin Chamberlin      | 22                   | Lutz Schnell         |
| Christina Ross                   | Christina Moore       | 34                   | Victoria Sturm       |
| Raven Baxter                     | Raven-Symoné Pearman  | 88                   |                      |
| Chelsea Grayson                  | Anneliese van der Pol | 88                   |                      |
| Booker Baxter-Carter             | Issac Ryan Brown      | 88                   |                      |
| Priscilla Preston                | Meg Donnelly          | 109                  |                      |